# Firmin Tarrade
Pour les articles homonymes, voir Tarrade.
Jean-Paul Firmin Tarrade, né le 18 avril 1855 à Châteauneuf-la-Forêt (Haute-Vienne) et décédé le 16 novembre 1916 dans la même commune, est un homme politique français .

## Biographie
Médecin, maire de Châteauneuf-la-Forêt en 1881, conseiller général (1889-1907), il est député de la Haute-Vienne de 1909 à 1914, inscrit au groupe radical-socialiste. Il est fait chevalier de la Légion d'honneur en 1903.
Fils du médecin Célestin Tarrade, il est le frère d'Adrien Tarrade (1844-1889), maire de Limoges de 1885 à 1887, et de Paul Tarrade (1849-1929), pharmacien et adjoint à la mairie de Limoges.

## Hommage
Une rue porte son nom à Châteauneuf-la-Forêt.